# Utricularia olivacea
Utricularia olivacea är en tätörtsväxtart som beskrevs av John Wright och August Heinrich Rudolf Grisebach. Utricularia olivacea ingår i släktet bläddror, och familjen tätörtsväxter. Inga underarter finns listade i Catalogue of Life.